# 안국진
안국진(1980년 ~ )은 대한민국의 영화 감독, 각본가이다. 안국진은 성실한 나라의 앨리스(2015년)라는 작품으로 감독 데뷔를 했으며 제16회 디렉터스 컷 시상식을 포함한 여러 상을 수상했다.

## 참여 작품
- 작은 연못
- 시 (영화)
- 무게 (영화)
- 성실한 나라의 앨리스
- 드라마 스테이지
- 시네마틱드라마 SF8